# Brad Lidge
Bradley Thomas Lidge (né le 23 décembre 1976 à Sacramento, Californie, États-Unis) est un lanceur de relève droitier évoluant en Ligue majeure de baseball de 2002 à 2012.
Il enregistre le dernier retrait de la Série mondiale 2008 gagnée par les Phillies de Philadelphie. Lidge compte deux sélections au match des étoiles (2005 et 2008). Il est devenu en 2008 le seul stoppeur de l'histoire de la franchise de Philadelphie à réussir une saison « parfaite » avec 41 sauvetages en 41 occasions de protéger une victoire.

## Biographie

### Débuts
Après des études secondaires à la Cherry Creek High School d'Englewood (Colorado), Brad Lidge est repêché le 1er juin 1995 par les Giants de San Francisco. Il décline l'offre, et suit des études supérieures à l'université Notre-Dame où il porte les couleurs du Fighting Irish de Notre Dame de 1996 à 1998.

### Astros de Houston
Lidge rejoint les rangs professionnels après le repêchage du 2 juin 1998 au cours de laquelle il est sélectionné par les Astros de Houston au premier tour (17e choix).

#### Saison 2002
Il fait ses débuts en Ligue majeure le 26 avril 2002. Lançant dans six parties des Astros en 2002, il remporte le 9 septembre sur les Rockies du Colorado sa première victoire en carrière.

#### Saison 2003
Le 4 avril 2003, il enregistre contre les Cardinals de Saint-Louis le premier de ses 225 sauvetages en carrière. 
Le 11 juin 2003, Lidge est crédité avec le lanceur partant Roy Oswalt et les releveurs Pete Munro, Kirk Saarloos, Octavio Dotel et Billy Wagner d'un match sans coup sûr combiné alors qu'il est le 4e de 6 lanceurs des Astros à défiler au monticule dans une victoire de 8-0 sur les Yankees de New York au Yankee Stadium. Lidge est crédité de la victoire dans ce match. C'est le match sans coup sûr ayant impliqué le plus grand nombre de lanceurs dans l'histoire du baseball, un record égalé par six artilleurs des Mariners de Seattle en 2012.
Il n'est pas utilisé dans le rôle de stoppeur par les Astros à sa saison recrue en 2003 mais fait bien en relève avec une moyenne de points mérités de 3,60 avec 97 retraits sur des prises en 85 manches au monticules. Il remporte six victoires, subit trois défaites et compte un sauvetage en 78 apparitions en relève. À la fin de l'année, il termine cinquième au vote désignant la meilleure recrue de la saison en Ligue nationale, un prix qui est remis à Dontrelle Willis.

#### Saison 2004
Lidge est particulièrement brillant au monticule en 2004 avec une moyenne de points mérités d'à peine 1,90 en 80 matchs joués en 94 manches et deux tiers lancées. Gagnant de six parties contre cinq défaites, il protège 29 victoires des Astros et enregistre un impressionnant total de 157 retraits sur des prises, soit une moyenne de 14,9 retraits sur trois prises par tranche de 9 manches lancées. Pour la seule fois de sa carrière, il reçoit un vote au scrutin désignant le vainqueur du trophée Cy Young du meilleur lanceur de la ligue : il prend la huitième place.
Les Astros se qualifient pour les séries éliminatoires comme meilleurs deuxièmes de la Ligue nationale et éliminent les Braves d'Atlanta au premier tour du tournoi menant à la Série mondiale. Lidge est envoyé au monticule dans trois des cinq parties de la Série de division : il réussit six retraits sur des prises en quatre manches et un tiers lancées et affiche une moyenne de points mérités de 2,08. Il protège la victoire des Astros dans la troisième partie le 9 octobre à Houston. Après avoir perdu les deux premiers matchs de la Série de championnat 2004 de la Ligue nationale contre les Cards de Saint-Louis, Houston aligne trois victoires consécutives : Lidge est crédité du sauvetage dans les 3e et 4e matchs et reçoit la victoire dans la 5e partie. Les Astros s'avouent vaincus en sept parties, mais Lidge n'a accordé aucun point et un seul coup sûr à l'adversaire en huit manches lancées. En quatre matchs joués, il retire 14 Cardinals sur des prises.

#### Saison 2005

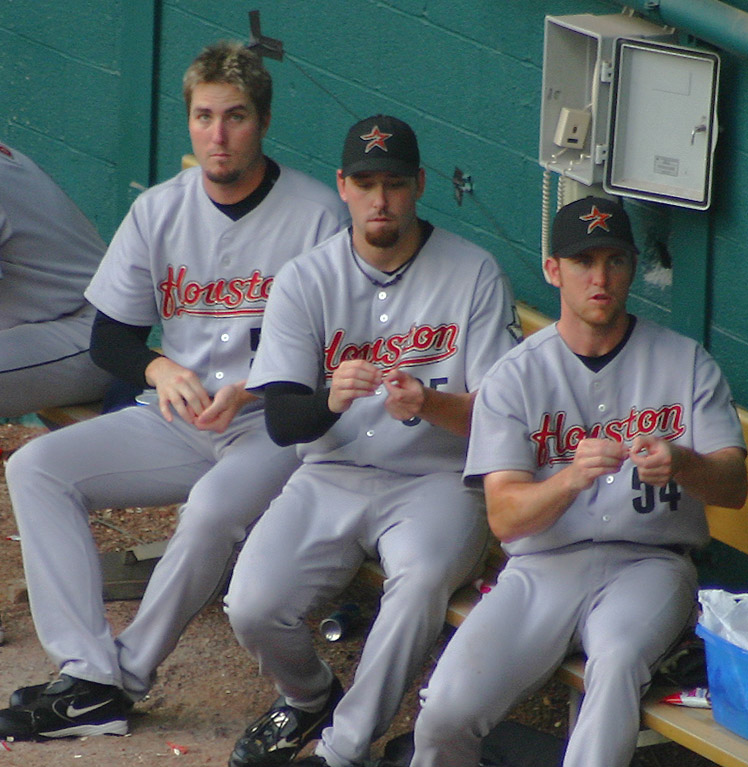
De gauche à droite : Chad Qualls, Dan Wheeler et Brad Lidge en 2005 avec les Astros.

Stoppeur attitré des Astros de Houston en 2005, Brad Lidge récolte un sommet personnel de 42 sauvetages et retire 103 adversaires sur des prises en 70 manches et deux tiers lancées. Il remporte quatre victoires contre autant de défaites et sa moyenne de points mérités se chiffre à 2,29. Au dernier jour de la saison le 2 octobre, il retire José Macías des Cubs de Chicago avec deux coureurs en position de marquer en neuvième manche pour confirmer la victoire des Astros au Minute Maid Park de Houston et leur assurer une seconde participation en deux ans aux séries éliminatoires comme meilleurs deuxièmes de la Ligue nationale. De nouveau opposés aux Braves d'Atlanta en première ronde, Lidge ne leur accorde aucun point en quatre manches lancées en octobre. Houston retrouve Saint-Louis en Série de championnat et cette fois le club texan prend une revanche en l'emportant en six parties. Lidge protège les victoires des Astros dans les 2e, 3e et 4e match mais, avec l'équipe à un gain d'accéder à la Série mondiale pour la première fois, il accorde trois points aux Cardinals en neuvième manche de la cinquième partie. Les Cardinals l'emportent 5-4, renvoient la série à Saint-Louis et Lidge encaisse le revers. Le releveur ne lance pas dans la sixième rencontre et termine la série avec une moyenne de points mérités de 7,20 en cinq manches au monticule.
Il participe avec les Astros à la Série mondiale 2005. Houston est sèchement battu 4-0 par les White Sox de Chicago. Malgré six retraits sur des prises en seulement trois manches et deux tiers, il accorde deux points mérités. Amené au monticule sur une égalité de 6-6 dans le second match à Chicago, il accorde le point gagnant aux White Sox et est crédité du revers. Il subit sa deuxième défaite de la série en autant de décisions dans la quatrième partie, où les Sox célèbrent leur triomphe sur le terrain des Astros. En relève à Brandon Backe, il accorde le seul point du match produit par un simple de Jermaine Dye et Chicago l'emporte 1-0.
Invité pour la première fois au match des étoiles, Lidge reçoit un vote et prend le 30e rang du scrutin désignant le joueur par excellence de la Ligue nationale.

#### Saison 2006
Lidge connaît sa première saison difficile en 2006 alors que Houston, avec seulement 82 victoires, rate les éliminatoires et perd son titre de champion de la Ligue nationale. Le releveur protège 32 gains de l'équipe mais affiche une moyenne de points mérités élevée de 5,28 en 78 matchs. Il enregistre plus de 100 retraits sur des prises pour la dernière fois de sa carrière, avec 104 en 75 manches lancées. Il reçoit une victoire et encaisse cinq défaites.

#### Saison 2007
De retour en force à sa dernière année à Houston, il maintient sa moyenne de points mérités à 3,36 en 67 manches lancées. Ses retraits au bâton sont en baisse mais il en obtient tout de même 88 en 66 matchs. Il gagne cinq parties contre trois défaites.

### Phillies de Philadlephie
Le 7 novembre 2007, les Astros de Houston échangent Brad Lidge et le joueur de champ intérieur Eric Bruntlett aux Phillies de Philadelphie contre le voltigeur Michael Bourn, le lanceur de relève Geoff Geary et le joueur de troisième but Mike Costanzo.

#### Saison 2008

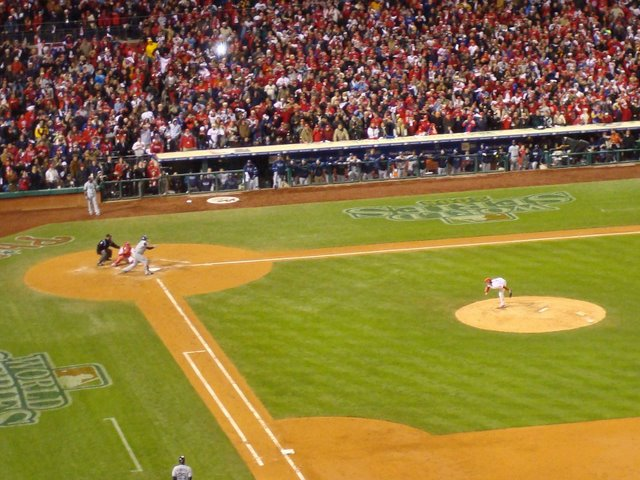
Brad Lidge retire sur des prises Eric Hinske pour mettre fin à la Série mondiale 2008.

Lidge se distingue de belle façon à sa première saison avec Philadelphie. En 2008, il devient le premier stoppeur de la longue histoire de la franchise (fondée en 1883) à connaître une saison « parfaite » : il réussit 41 sauvetages en 41 occasions, sans jamais faire perdre l'avance à son équipe. Parmi les releveurs ayant enregistré 30 sauvetages ou plus en une saison, il est le premier lanceur depuis Éric Gagné en 2003 à n'avoir aucun sabotage à sa fiche. Au total, en incluant les séries éliminatoires, c'est 48 sauvetages en autant de possibilités que Lidge réussit en 2008.
Il termine second dans la Ligue nationale au chapitre des sauvetages, à égalité avec Brian Wilson des Giants de San Francisco. Dans l'ensemble des majeures, seuls Francisco Rodriguez des Angels (62), José Valverde des Astros (44) et Joakim Soria des Royals (42) les devancent,.
Il est voté releveur de l'année par Rolaids et par le baseball majeur dans la Ligue nationale et mérite également le prix pour le plus beau retour de la saison (NL Comeback Player of the Year). Son année de rêve se poursuit en éliminatoires avec les Phillies, champions de la division Est : il protège deux des trois victoires de Philadelphie en Série de division contre Milwaukee, trois des quatre gains contre Los Angeles en Série de championnat, et enfin deux des quatre triomphes sur Tampa Bay en Série mondiale, remportée par les Phillies. Au cours des neuf manches et un tiers qu'il lance en neuf sorties au cours des éliminatoires, Lidge n'accorde qu'un point mérité pour une moyenne de seulement 0,99. Il retire Eric Hinske sur des prises pour mettre un terme à la finale et sceller la victoire des Phillies.
Honorant en 2008 sa deuxième et dernière sélection au match des étoiles, Lidge prend la 4e place du scrutin désignant le vainqueur du trophée Cy Young du meilleur lanceur de la Nationale : il est le seul releveur à recevoir des votes mais termine loin derrière le lauréat Tim Lincecum. Il prend aussi la 8e place du vote désignant le joueur de l'année, Albert Pujols.

#### Saison 2009

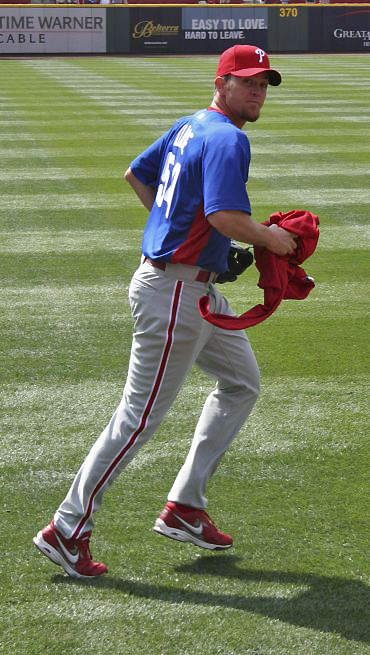
Brad Lidge en 2008 avec Philadelphie.

Après une fantastique année 2008, Lidge tombe de haut en 2009, alors qu'il connaît une saison exécrable. Il sabote 11 occasions de sauvetages durant l'année. Il termine tout de même avec 31 matchs préservés, mais sa moyenne de points mérités de 7,21 est la plus élevée de l'histoire pour un releveur ayant cumulé au moins 20 sauvetages en une saison. De plus, sa fiche est d'aucune victoire et huit défaites. Une blessure au genou le tient à l'écart du jeu pendant plusieurs semaines, et le gérant des Phillies, Charlie Manuel, après avoir initialement réitéré sa confiance envers son stoppeur, décide d'utiliser d'autres lanceurs pour terminer les matchs.
Le releveur droitier revient cependant en forme en séries d'après-saison : il protège les victoires des Phillies dans les troisième et quatrième rencontres de la Série de division opposant Philadelphie à Colorado, puis enregistre un autre sauvetage dans le premier match de la Série de championnat face aux Dodgers. Il est aussi le lanceur gagnant dans quatrième match de ce duel. En Série mondiale cependant, il accorde trois points en une manche lancée face aux Yankees de New York dans le quatrième match de la finale, encaissant la défaite.

#### Saison 2010
Opéré au coude durant la saison morte, Lidge entreprend la campagne 2010 dans les ligues mineures pour reprendre la forme. Il rejoint les Phillies le dernier jour d'avril. Deux semaines plus tard, il est de nouveau placé sur la liste des blessés pour des douleurs à l'épaule. José Contreras prend la relève comme stoppeur durant l'absence de Lidge.
Lidge effectue 50 sorties, dix-sept de moins que l'année précédente. Il enregistre 27 sauvetages. Sa moyenne de points mérités est brillante, à 2,96 en 45 manches et deux tiers au monticule. 
Durant la saison, il réussit son 200e sauvetage en carrière.
Il prend part aux séries éliminatoires pour la troisième année de suite alors que les Phillies remportent à nouveau le titre de division dans l'Est de la Nationale.

#### Saison 2011
Ralenti par des blessures en 2011, Lidge ne lance que 19 manches et un tiers en 25 présences au monticule, au cours desquelles il maintient une moyenne de points mérités de 1,40. Il n'enregistre qu'un sauvetage, les Phillies confiant plutôt le rôle de stoppeur à Ryan Madson.

### Nationals de Washington
Le 26 janvier 2012, Lidge signe un contrat d'un an avec les Nationals de Washington.
Il joue dans 7 parties des Nationals en avril 2012, réussissant deux sauvetages mais gaspillant aussi deux avances de son club. Souffrant d'une hernie, il est tenu à l'écart du jeu du 21 avril au 8 juin et se montre inefficace à son retour. Il a une moyenne de points mérités de 9,64 en 9 manches et un tiers et une défaite avec les Nationals lorsqu'il est libéré de son contrat le 25 juin.
Le 2 décembre 2012, il est annoncé que Lidge, 35 ans, met fin à sa carrière. 

## Statistiques
| Saison | Équipe       | G   | GS | CG | SHO | V  | D  | SV  | IP    | SO  | ERA  |
| ------ | ------------ | --- | -- | -- | --- | -- | -- | --- | ----- | --- | ---- |
| 2002   | Houston      | 6   | 1  | 0  | 0   | 1  | 0  | 0   | 8.2   | 12  | 6,23 |
| 2003   | Houston      | 78  | 0  | 0  | 0   | 6  | 3  | 1   | 85.0  | 97  | 3,60 |
| 2004   | Houston      | 80  | 0  | 0  | 0   | 6  | 5  | 29  | 94.2  | 157 | 1,90 |
| 2005   | Houston      | 70  | 0  | 0  | 0   | 4  | 4  | 42  | 70.2  | 103 | 2,29 |
| 2006   | Houston      | 78  | 0  | 0  | 0   | 1  | 5  | 32  | 75.0  | 104 | 5,28 |
| 2007   | Houston      | 66  | 0  | 0  | 0   | 5  | 3  | 19  | 67.0  | 88  | 3,36 |
| 2008   | Philadelphie | 72  | 0  | 0  | 0   | 2  | 0  | 41  | 69.1  | 92  | 1,95 |
| 2009   | Philadelphie | 67  | 0  | 0  | 0   | 0  | 8  | 31  | 58.2  | 61  | 7,21 |
| 2010   | Philadelphie | 50  | 0  | 0  | 0   | 1  | 1  | 27  | 45.2  | 52  | 2,96 |
| Totaux | Totaux       | 567 | 1  | 0  | 0   | 26 | 29 | 222 | 574.2 | 766 | 3,51 |

| Saison | Équipe       | G  | GS | CG | SHO | V | D | SV | IP   | SO | ERA  |
| ------ | ------------ | -- | -- | -- | --- | - | - | -- | ---- | -- | ---- |
| 2004   | Houston      | 7  | 0  | 0  | 0   | 1 | 0 | 3  | 12.1 | 20 | 0,71 |
| 2005   | Houston      | 10 | 0  | 0  | 0   | 0 | 3 | 3  | 12.2 | 18 | 4,26 |
| 2008   | Philadelphie | 9  | 0  | 0  | 0   | 0 | 0 | 7  | 9.1  | 13 | 0,96 |
| 2009   | Philadelphie | 6  | 0  | 0  | 0   | 1 | 1 | 5  | 5.0  | 5  | 5,40 |
| 2010   | Philadelphie | 4  | 0  | 0  | 0   | 0 | 0 | 2  | 4.0  | 5  | 0,00 |
| Totaux | Totaux       | 36 | 0  | 0  | 0   | 2 | 4 | 18 | 43.1 | 61 | 2,28 |

Note : G = Matches joués ; GS = Matches comme lanceur partant ; CG = Matches complets ; SHO = Blanchissages ; 
V = Victoires ; D = Défaites ; SV = Sauvetages ; IP = Manches lancées ; SO = Retraits sur des prises ; ERA = Moyenne de points mérités.